# François Kalist
François Michel Pierre Kalist (* 30. října 1958, Bourges) je francouzský římskokatolický kněz a od 20. září 2016 clermontský arcibiskup.